# Bye Bye Beautiful
Bye, bye, beautiful este unul dintre cântecele formației Nightwish, din albumul Dark Passion Play. După el a fost creat Bye Bye Beautiful (DJ Orkidea Remix). A fost lansat în 2008.